# La Martina
La Martina ist ein argentinischer Hersteller von Reitsätteln und seit einiger Zeit auch von Sport- und Freizeitkleidung. Er ist vor allem als Trikot-Ausstatter von Polo-Mannschaften bekannt. Neben den verschiedenen Nationalteams, unter anderem Argentinien und Deutschland, stattet La Martina auch die Universitätsteams von Harvard, Yale, Oxford, Cambridge und das College von St. Xavier in Mumbai (Indien) aus.
Gegründet wurde das Unternehmen in den 1980er Jahren von Lando Simonetti, der auch heute noch mit seinem Sohn das Unternehmen leitet. Seinen Namen erhielt es von Martina de Estrada Lainez, der Mutter des argentinischen Polospielers Adolfo Cambiaso. Die Familie Cambiaso befindet sich noch im Rechtsstreit bezüglich der Markenrechte
Der Hauptsitz des Unternehmens befindet sich in Buenos Aires. Produktionsstandorte für den europäischen Markt befinden sich in Rumänien, Italien und der Türkei, für den amerikanischen Markt produziert La Martina direkt in Argentinien.